# سباق طواف فرنسا 1987
سباق طواف فرنسا 1987 من سلسلة سباقات سباق طواف فرنسا. أقيم هذا السباق في تاريخ 1-26 يوليو 1987 على 25+Prologue مراحل. بعد مرور 115 ساعة و27 دقيقة و42 ثانية وبعد طي 4231.1 كم بمتوسط 36.645 كم في الساعة فاز بالميدالية الذهبية ستيفن روشي من أيرلندا، فيما حصد بيدرو ديلغادو من إسبانيا الميدالية الفضية، وكانت الميدالية البرونزية من نصيب جان فرانسوا برنار من فرنسا.

## الميداليات
| ذهب                  | فضة                     | برونز                     |
| ستيفن روشي - أيرلندا | بيدرو ديلغادو - إسبانيا | جان فرانسوا برنار - فرنسا |